# Лукьяновка (Кемеровская область)
Лукья́новка — деревня в Прокопьевском районе Кемеровской области. Входит в состав Кузбасского сельского поселения.

## География
Центральная часть населённого пункта расположена на высоте 317 м над уровнем моря.

## Население
| 2010 |
| ---- |
| 115  |

### Половой состав
По данным Всероссийской переписи населения 2010 года, в деревне проживало 115 человек (58 мужчин, 57 женщин).